# كلاركس (إنديانا)
كلاركس (بالإنجليزية: Clarks Hill, Indiana)‏ هي معلم جغرافي تقع في الولايات المتحدة في مقاطعة تيبيكانوي (إنديانا). يقدر عدد سكانها بـ 611 نسمة ومساحتها 0.70 كم2 وترتفع عن سطح البحر 250 متر.

## التركيبة السكانية
قام مكتب تعداد الولايات المتحدة بتحديد بيانات التركيبة السكانية لكلاركس في تعداد الولايات المتحدة. في ما يلي، التركيبة السكانية حسب تعدادي 2000 و2010.

### تعداد عام 2000
بلغ عدد سكان كلاركس 680 نسمة بحسب تعداد عام 2000، وبلغ عدد الأسر 241 أسرة وعدد العائلات 188 عائلة مقيمة في البلدة. في حين سجلت الكثافة السكانية 2,474.5 نسمة لكل ميل مربع (955.4/كم2). وبلغ عدد الوحدات السكنية 260 وحدة بمتوسط كثافة قدره 946.1 نسمة لكل ميل مربع (365.3/كم2).
وتوزع التركيب العرقي للبلدة بنسبة 92.09% من البيض و 0.44% من الأمريكيين الأصليين و 0.15% من الأمريكيين ذوي الأصول الآسيوية و 6.15% من الأمريكيين الأفارقة و 0.44% من عرقين مختلطين أو أكثر.
بلغ عدد الأسر 241 أسرة كانت نسبة 44.4% منها لديها أطفال تحت سن الثامنة عشر تعيش معهم، وبلغت نسبة الأزواج القاطنين مع بعضهم البعض 60.2% من أصل المجموع الكلي للأسر، ونسبة 12.9% من الأسر كان لديها معيلات من الإناث دون وجود شريك، وكانت نسبة 21.6% من غير العائلات. تألفت نسبة 17.8% من أصل جميع الأسر من أفراد ونسبة 7.9% كانوا يعيش معهم شخص وحيد يبلغ من العمر 65 عاماً فما فوق. وبلغ متوسط حجم الأسرة المعيشية 3.18، أما متوسط حجم العائلات فبلغ 2.82.
بلغ العمر الوسطي للسكان 31 عاماً. وكانت نسبة 33.1% من القاطنين تحت سن الثامنة عشر، وكانت نسبة 8.8% بين الثامنة عشر والأربعة وعشرون عاماً، ونسبة 30.9% كانت واقعةً في الفئة العمرية ما بين الخامسة والعشرون حتى والأربعة وأربعون عاماً، ونسبة 19.1% كانت ما بين الخامسة والأربعون حتى الرابعة والستون، ونسبة 8.1% كانت ضمن فئة الخامسة والستون عاماً فما فوق. يوجد لكل 100 أنثى 91.0 ذكر، ويوجد لكل 100 أنثى في الثامنة عشر من عمرها فما فوق 97.8 ذكر.
بلغ متوسط دخل الأسرة في البلدة 35,893 دولار، أما متوسط دخل العائلة فبلغ 40,268 دولار. وكان متوسط دخل الذكور 30,208 دولار مقابل 22,368 دولار للإناث. وسجل دخل الفرد الخاص بالبلدة 12,773 دولار. وكانت نسبة 5.1% من العائلات ونسبة 10.1% من السكان تحت خط الفقر، وكان من هؤلاء نسبة 14.9% تحت سن الثامنة عشر ونسبة 6.1% في الخامسة والستين من العمر وما فوق.

### تعداد عام 2010
بلغ عدد سكان كلاركس 611 نسمة بحسب تعداد عام 2010، وبلغ عدد الأسر 230 أسرة وعدد العائلات 164 عائلة مقيمة في البلدة. في حين سجلت الكثافة السكانية 2,263.0 نسمة لكل ميل مربع (873.7/كم2). وبلغ عدد الوحدات السكنية 270 وحدة بمتوسط كثافة قدره 1,000.0 لكل ميل مربع (386.1/كم2).
وتوزع التركيب العرقي للبلدة بنسبة 97.9% من البيض و 0.3% من الأمريكيين الأصليين و 0.2% من الأمريكيين الأفارقة و 1.6% من عرقين مختلطين أو أكثر.
بلغ عدد الأسر 230 أسرة كانت نسبة 40.4% منها لديها أطفال تحت سن الثامنة عشر تعيش معهم، وبلغت نسبة الأزواج القاطنين مع بعضهم البعض 51.3% من أصل المجموع الكلي للأسر، ونسبة 14.3% من الأسر كان لديها معيلات من الإناث دون وجود شريك، بينما كانت نسبة 5.7% من الأسر لديها معيلون من الذكور دون وجود شريكة وكانت نسبة 28.7% من غير العائلات. تألفت نسبة 24.8% من أصل جميع الأسر من أفراد ونسبة 5.6% كانوا يعيش معهم شخص وحيد يبلغ من العمر 65 عاماً فما فوق. وبلغ متوسط حجم الأسرة المعيشية 3.16، أما متوسط حجم العائلات فبلغ 2.66.
بلغ العمر الوسطي للسكان 36.2 عاماً. وكانت نسبة 29.3% من القاطنين تحت سن الثامنة عشر، وكانت نسبة 8.3% بين الثامنة عشر والأربعة وعشرون عاماً، ونسبة 26.3% كانت واقعةً في الفئة العمرية ما بين الخامسة والعشرون حتى والأربعة وأربعون عاماً، ونسبة 26% كانت ما بين الخامسة والأربعون حتى الرابعة والستون، ونسبة 10% كانت ضمن فئة الخامسة والستون عاماً فما فوق. وتوزع التركيب الجنسي للسكان بنسبة 50.6% ذكور و49.4% إناث.